# Рон Денис
Рон Денис (енгл. Ron Dennis; 1. јун 1947, Вокинг, Енглеска) је први човек Формула 1 тима Макларен.
Рон Денис је бивши председник, извршни директор. Он је био од 1981. до 2017. године први човек тима и власник 15% тима. Има огромну заслугу што је Макларен постао главни такмац за конструкторске титуле. Такође, његова је велика заслуга што су Ники Лауда, Ален Прост, Аиртон Сена, Мика Хекинен и Луис Хамилтон постали светски шампиони.
Познате су „тензије“ између Рона Дениса и председника ФИА Макса Мозлија.
Године 2006. је био 648. на свету по богатству са „тежином“ од 90 милиона британских фунти, на основу листе коју је објавио Сандеј Тајмс.
У јануару 2007. године Рон Денис је продао 30% свог власништва у Макларену бахреинској компанији.
У 2009. његово богатство је процењено на 200 милиона фунти.
У јануару 2009. године је најављено да ће се Рон Денис 1. марта 2009. повући са места водећег човека Макларена.
Наследиће га Мартин Витмарш. 2017 се у потпуности повукао из управе Макларен гроуп и продао свој удео у тиму